# Ondřej Smetana
Ondřej Smetana (Ostrava, 4 settembre 1982) è un allenatore di calcio ed ex calciatore ceco, di ruolo attaccante, tecnico del Baník Ostrava.